# Ekehaar
Ekehaar (Drents: Ieghaor) is een klein dorp in de gemeente Aa en Hunze in de provincie Drenthe (Nederland). Het ligt in de gemeente Aa en Hunze, 5 kilometer ten zuidoosten vanaf (het centrum van) Assen. 

## Voorzieningen
Het dorp heeft een basisschool, die ook de omliggende dorpen en gehuchten bedient. SVDB is de plaatselijke omnisportvereniging met afdelingen voor voetbal, volleybal, aerobics, gymnastiek, hardlopen en badminton.

## Naam
De naam van het dorp is afgeleid van de woorden eke en haar. Het eerste deel verwijst naar de eik. De toevoeging haar betekent: hoge rug in het landschap begroeid met grassen en struikgewas.
Drenthe: Steden en dorpen      Nederland: Provincies · Gemeenten